# Maniola frohawki
Maniola frohawki är en fjärilsart som beskrevs av Blackie 1950. Maniola frohawki ingår i släktet Maniola och familjen praktfjärilar. Inga underarter finns listade i Catalogue of Life.